# 国会议事堂站
國會議事堂站（：／ Gokhoe-uisadang yeok */?）是首爾地鐵9號線沿線的一座地下車站，位於韓國首爾特別市永登浦區汝矣島洞。站名源自鄰近的國會議事堂，6號出口出來即是國會議事堂正門。

## 車站構造
站體為1面2線島式月台的地下車站，候車月台設有月台幕門，並有6處出口。

### 月台配置
| 堂山 ↑   |
| 下 上 \| |
| ↓ 汝矣島 |

| 月台 | 路線           | 目的地                                                                 |
| ---- | -------------- | ---------------------------------------------------------------------- |
| 上行 | ●首爾地鐵9號線 | 堂山、加陽、金浦機場、開花方向                                         |
| 下行 | ●首爾地鐵9號線 | 汝矣島、銅雀、新論峴、綜合運動場、石村、奧林匹克公園、中央報勳醫院方向 |

## 歷史
- 2009年7月24日：落成啟用。

## 車站周邊
- 國會議事堂
- 國會圖書館
- KBS總部大樓
- KBS電視台音樂廳
- 憲法紀念館（朝鲜语：헌정기념관）
- 汝矣島公園
- 共同民主党中央黨部
- 正義黨中央黨部
- 韩国产业银行總行
- 國民日報（朝鲜语：국민일보）
- 汝矣島純福音教會
- 韓國身心障礙者發展院（朝鲜语：한국장애인개발원）資訊學習中心

## 圖片

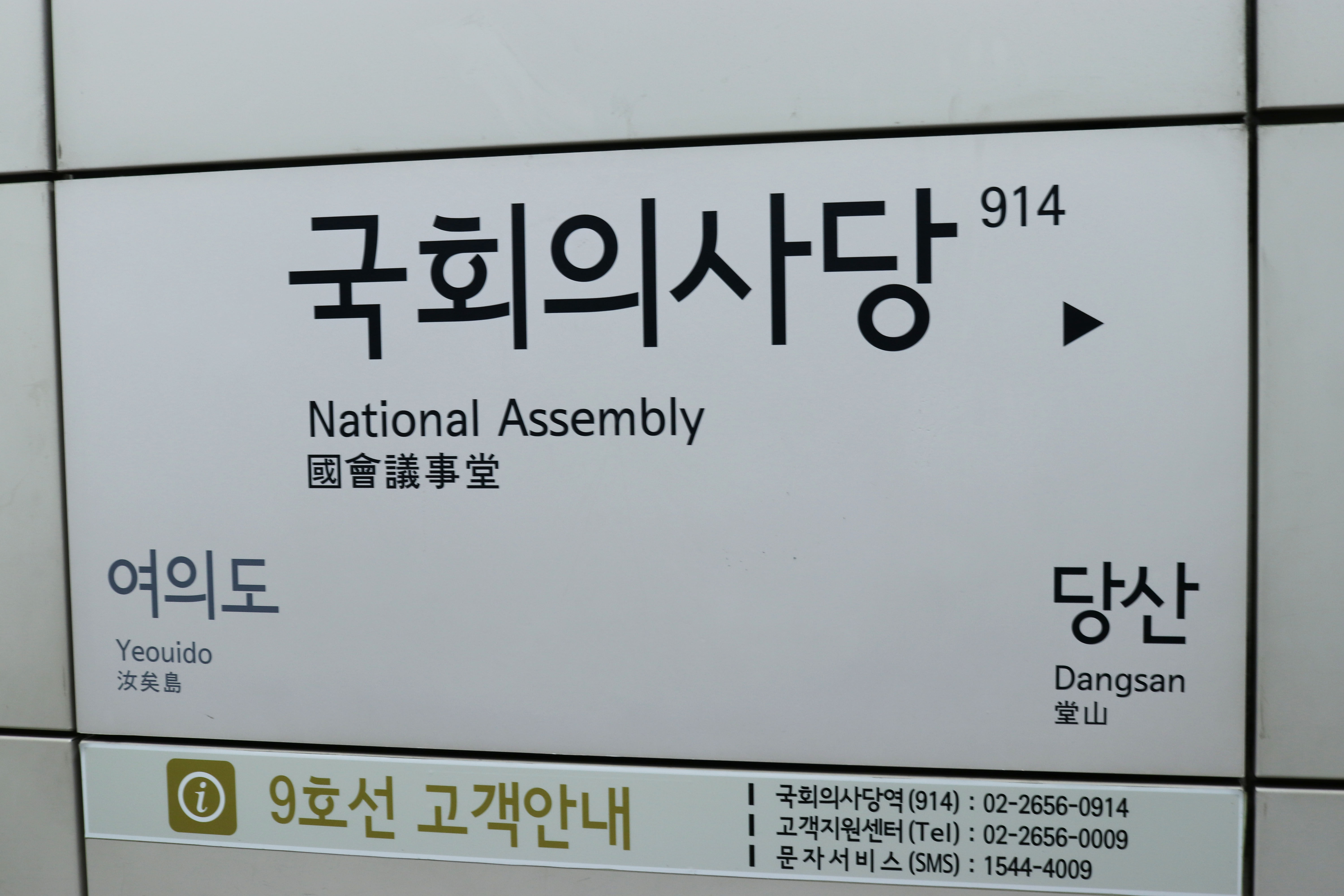
站名牌
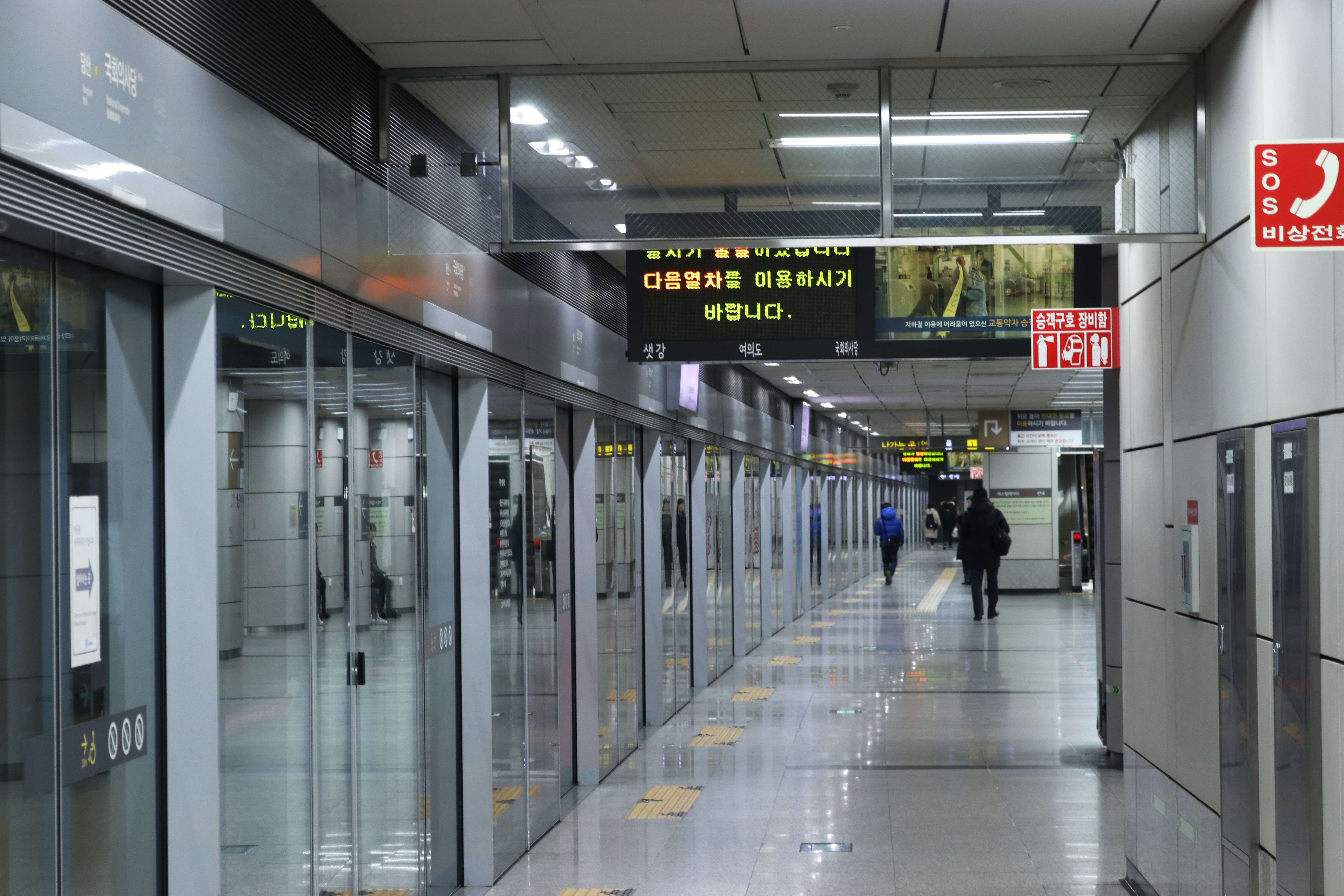
候車月台
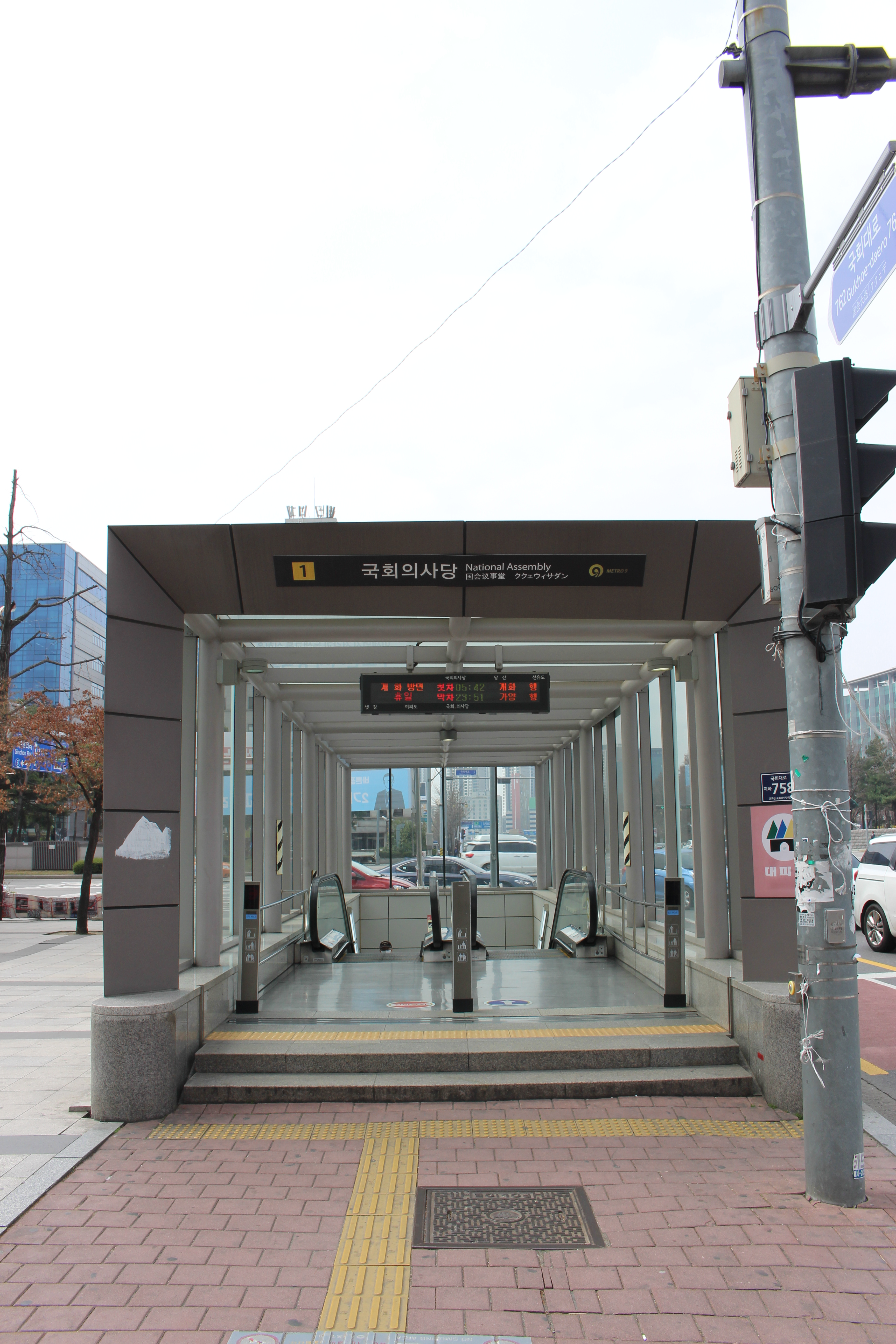
1號出口
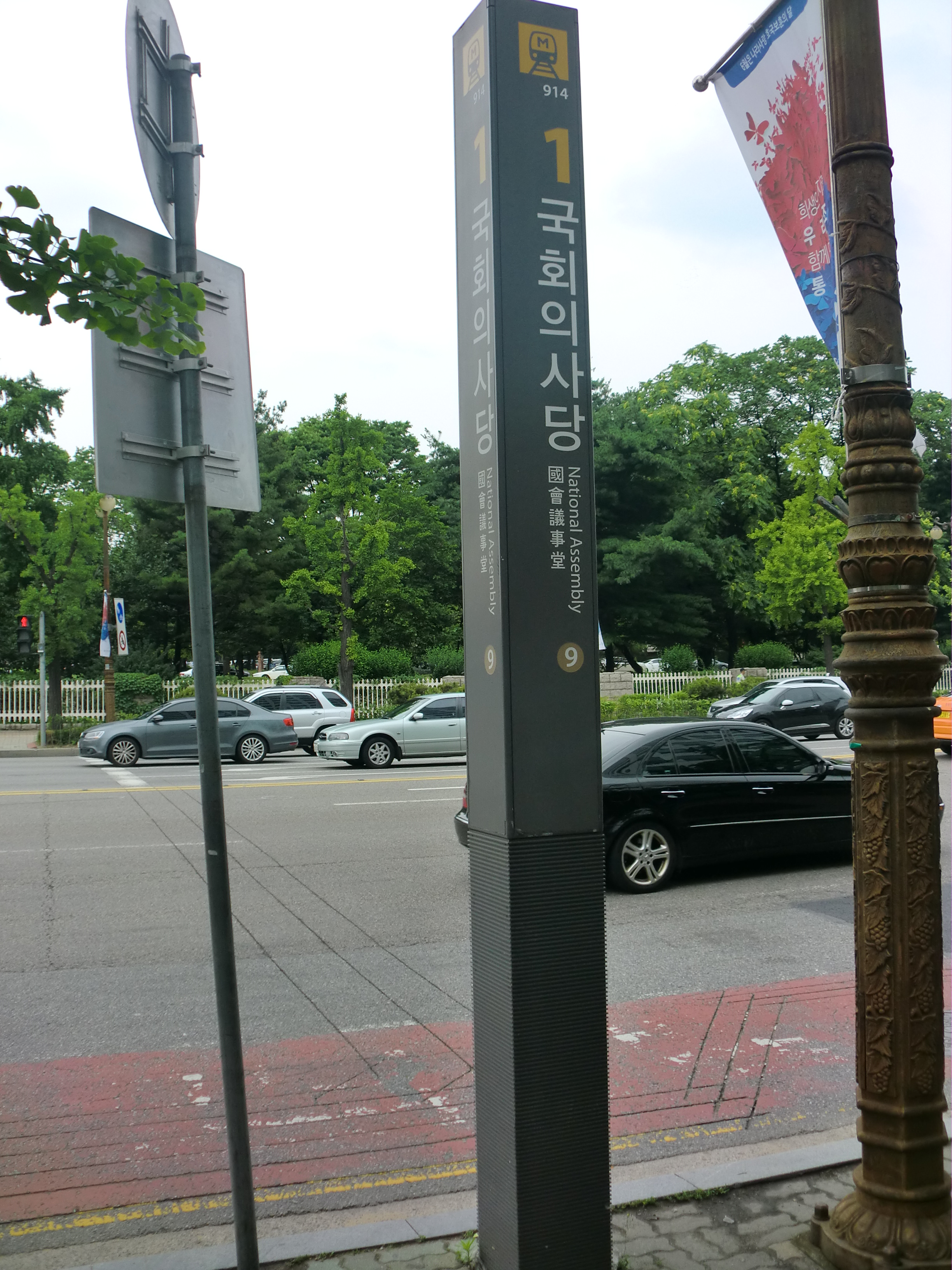
1號出口側柱站牌

## 相鄰車站
首爾市地鐵9號線
●首爾地鐵9號線
一般
堂山（913）－國會議事堂（914）－汝矣島（915）